# Perro Records
Perro Records es un sello discográfico ubicado en Barcelona (España) y utilizado por los artistas Manolo García y Quimi Portet y por el grupo Carmen para la edición de sus álbumes y la contratación para la distribución de los mismos.

## Historia

### Los comienzos con El Último de la Fila
Nació en 1990, cuando el grupo El Último de la Fila, formado por Manolo García y Quimi Portet, deciden abandonar la pequeña discográfica independiente PDI para firmar con la multinacional EMI. Dicha compañía permitió al grupo tener un sello discográfico propio para editar sus discos y así fue como nació Perro Records, concebida para que el grupo pueda trabajar en sus discos con mayor libertad.
El primer álbum editado fue Nuevo pequeño catálogo de seres y estares de El Último de la Fila, y tras éste, reeditaron todos sus anteriores LP, remezclando algunos de los temas de sus primeros álbumes. La compañía se encargó de los lanzamientos del resto de los álbumes que el grupo sacaría hasta su último disco en 1995. En ese mismo año también lanzaron el álbum de maquetas de Los Rápidos, al tiempo que aprovecharon para reeditar su LP de 1980, Rápidos, y también el primer disco en solitario de Quimi Portet de 1987, Persones estranyes. Antes de confirmar la definitiva separación de El Último de la Fila, editaron otro disco de Portet en solitario, Hoquei sobre pedres.

### Cambio de discográfica para la distribución
Tras anunciar su separación, Manolo y Quimi toman rumbos distintos, como así también su discográfica; de esta manera, Perro Records se desvincula de EMI para trabajar de forma más independiente, realizando ellos mismos la contratación de la distribución en función de las necesidades.
Los discos de Manolo García, que iban dirigidos a un público mayoritario se distribuyen con la multinacional BMG. Mientras, Quimi Portet creó un sello propio llamado Quisso Records, subordinado a Perro Records; de esa forma es la discográfica de Quimi la que se encarga de su distribución que generalmente es a escala autonómica, siendo difícil encontrar sus discos fuera de las zonas catalano-hablantes.

### La inclusión de Carmen
Además de los dos solistas catalanes, en 1999, el grupo entonces conocido como Carmen Virus (actualmente Carmen), cuya vocalista Carmen García es hermana de Manolo García, graba su primer LP Aunque en un principio iban a mantenerse ajenos al proyecto, editando su álbum con Vale Music, al tiempo se incorporaron y sus siguientes álbumes ya fueron editados y distribuidos bajo la dirección de Perro Records.
Antes de iniciar su proyecto musical, Carmen García formaba parte del equipo técnico de la discográfica, trabajando en algunos de los álbumes editados.